# Pillitz Vilmos
Pillitz Vilmos (Pest, 1849 – Budapest, 1884. március 3.) kémikus, egyetemi oktató, a borászati kémia kutatója.

## Életútja
Pillitz Dániel és Naschitz Eszter fiaként született, zsidó családban. Tanulmányait külföldön végezte, doktori fokozatot szerzett, majd a József-műegyetemen előbb tanársegéd, majd 1874. június 15-től magántanár és 1883-tól a borászati kémia rendkivüli tanára volt. Több dolgozata jelent meg és főleg a magyar borok vizsgálata körül szerzett magának érdemeket. Mustmérőt is szerkesztett, amelyet róla Pillitz-féle mustmérőnek neveznek. Borászati tárgyú cikkeit közölte többek közt a Borászati Füzetek, a Borászati Lapok és a Gyógyszerészeti Hetilap. Elhunyt 1884. március 3-án, életének 36. évében, örök nyugalomra helyezték 1884. március 4-én délután az izraelita szertartás szerint. Sírja a Salgótarjáni utcai zsidó temetőben található (J. parcella, 64. sor, 2. sírhely)

## Fontosabb munkái
- Tanulmányok a talaj absorptiója fölött (Bp., 1876);
- Minőleges analytikai vegytan (Bp., 1881).